# Refugio de Vida Silvestre Samama Mumbes
El Refugio de Vida Silvestre Samama Mumbes (RVSSM), es un área protegida localizada al suroeste del Ecuador, en las estribaciones de la cordillera occidental de los Andes, en las provincias de Los Ríos y Bolívar; se sitúa en las estribaciones occidentales de la cordillera de los Andes en la región costa. La mayor parte del RVS Samama Mumbes se localiza al noreste de la provincia de los Ríos, cantón Babahoyo, parroquia La Unión, sólo una pequeña porción (2,10 hectáreas) se encuentra en la provincia de Bolívar, cantón y parroquia Caluma. El RVSSM conserva remanentes únicos del bosque del Chocó Ecuatorial en la provincia de Los Ríos.
Entre los servicios ambientales que provee Samama Mumbes que requieren consideraciones especiales para su manejo, uso y conservación, se encuentran los de provisión, regulación, con respecto a los recursos hídricos que constituyen a las fuentes de agua que alimentan importantes cuencas hidrográficas en las partes bajas, permitiendo la regulación del flujo hídrico y calidad del agua, además del bosque que actúa como generador y reservorio de agua; y servicios culturales como el Sendero recreativo que recorre el área protegida desde la entreda (localizado en el secto Pita).

## Características físicas

### Geología
Casi en su totalidad la RVS Samama Mumbes pertenece a la formación geológica Macuchi (97.78 %)y solo el 2,22 % a depósitos coluvio aluviales.

### Geomorfología
Se encuentra conformado por un relieve montañoso de vertientes externas de la cordillera occidental el cual está relacionada con procesos tectónicos y erosivos; por conos de deyección y conos de deyección antiguos geoformas relacionadas con procesos deposicional y acumulativo; el relieve montañoso es la unidad geomorfológica más extensa de RVSSM, el cual representa el 97,65 %.

### Clima
El RVSSM presenta una condición climático tipo Tropical megatérmico húmedo, este clima presenta precipitaciones >1000 milímetros anuales, dentro del refugio, en las partes altas del cerro Samama llega hasta los 3000 mm, mientras que en las zonas más bajas alcanzan a los 2500 mm. Las lluvias se presentan con frecuencia en los meses de diciembre a mayo donde alcanzan su pico anual. Las temperaturas varían, condicionadas por la altitud, la temperatura fluctúa entre los 25 °C a los 100 ms.n.m. y 20 °C sobre los 700 m s. n. m. La temperatura promedio anual es de 23,6 °C a aproximadamente 450 metros, del cual los meses más fríos son desde julio hasta noviembre. El RVS Samama Mumbes presenta un ombrotipo, húmedo inferior, lo que quiere decir que se encuentra relacionado con las precipitaciones y temperatura duranto el año, presenta cuatro meses secos.

### Hidrología
Se localiza en la vertiente occidental del Pacífico, en la cuenca del río Guayas, en la subcuenca del río Babahoyo, este sistema hídrico presenta inundaciones estacionales en las penillanuras de los ríos en la parte baja de la cuenca del río Babahoyo, debido a la poca cobertura vegetal natural de las cabeceras de los ríos, los cuales conforman dicho sistema. Las aguas que se encuentran en el refugio forman parte de la microcuenca del río El Playón y río Pita, rodeadas por las cuencas de los ríos Timbala y Esmeralda, río Caluma, y los drenajes menores del río Babahoyo y río Santa Rosa.

## Características biológicas

### Ecosistemas y cobertura vegetal
El 68,9 % de la superficie del RVS Samama Mumbes se encuentra intervenida, tratándose de un bosque secundario, restaurado y maduro, solo ~31 % conserva características remanentes del bosque nativo que forma parte del Chocó ecuatorial, un ecosistema conformado por bosque siempreverde y siempreverde estacional de tierras bajas. El RVSSM constituye un área de conservación de los últimos remanentes de este ecosistema en las provincias del centro sur del país y especialmente en Los Ríos (< 2% del territorio provincial).

### Flora
Es predominantemente del Chocó con elementos propios de los bosques muy húmedos de la región occidental del país, presentan especies del Bosque seco caduco del Pacífico Ecuatorial, por su amplio rango de distribución ecológica, entre las especies endémicas en el RVSSM se registran, clavellín (Browneopsis disepala), jigua (Ocotea pacifica), tillo (Sorocea sarcocarpa), moradilla (Solanum hypocalycosarcum), con respecto a Orchidaceae se identifican siete especies, de las cuales son Campylocentrum bonifaziae, Campylocentrum ecuadorense, Elleanthus isochiloides, Epidendrum echinatum, Lepanthes ilensis, Lepanthes odobenella y Notylia replicata.

### Fauna
Se registran 132 especies de aves, distribuidas en 111 géneros, de 36 familias y 17 órdenes. Passeriformes es el orden con mayor representatividad, conformado por 78 especies; por otra parte  Thraupidae y Tyrannidae, son las familias más diversas, con 17 y 12 especies respectivamente, las demás familias registraron de 1 a 9 especies. Entre las especies más representativas se registran Pseudastur occidentalis, Brotogeris pyrrhopterus, Ortalis erythroptera, Patagioenas subvinacea.
Se reportan 22 especies de acuerdo a la herpetofauna del área de protección, 14 son anfibios y 8 reptiles. Del total 10 son catalogadas como endémicas del Ecuador, 7 anfibios y 3 reptiles, dos de ellas en riesgo de extinción Vulnerable y En Peligro. Entre las especies presentes en la RVSSM están, Hyloxalus infraguttatus, Lepidoblepharis grandis.